# 巴烏笙

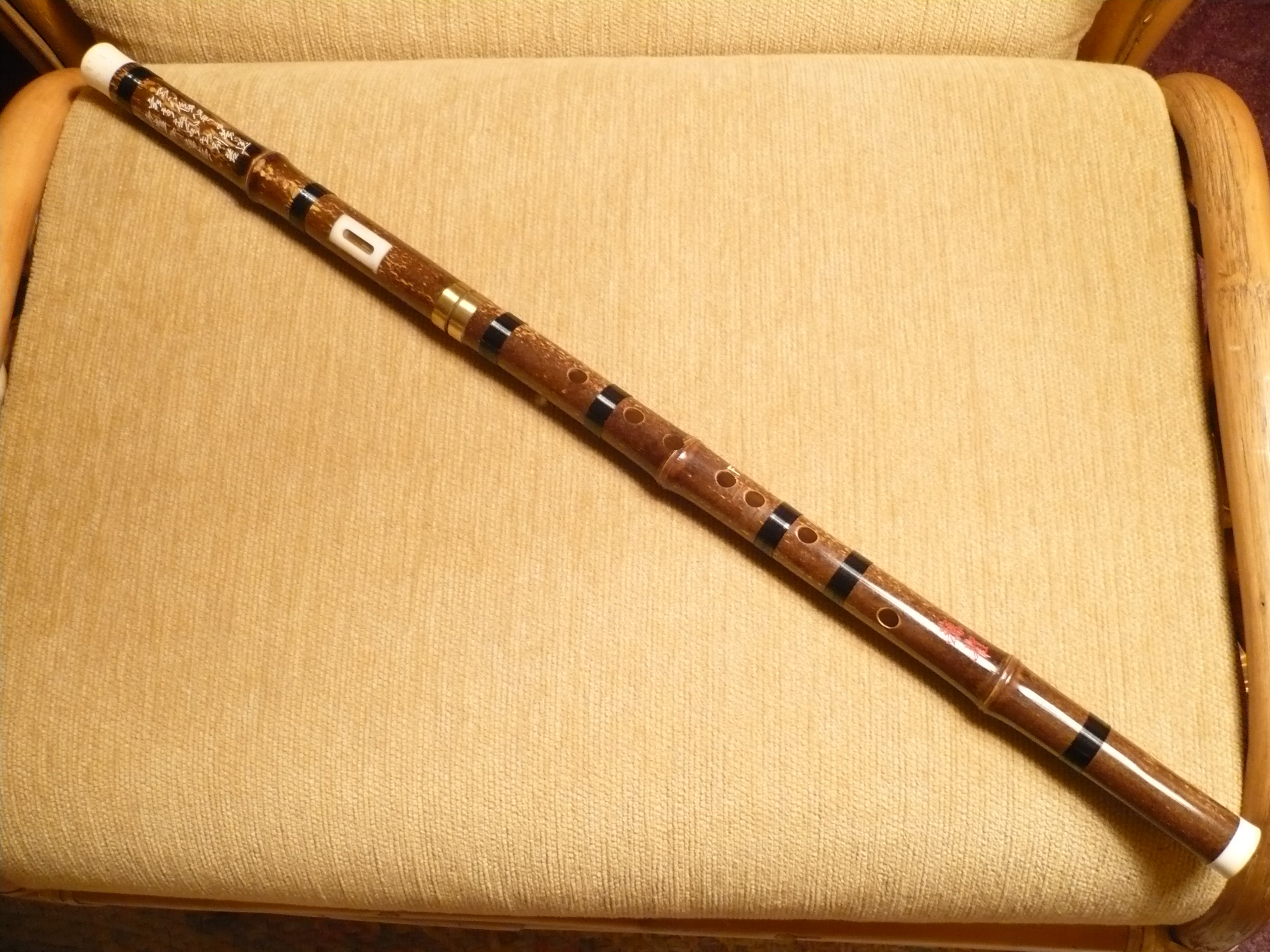
巴烏。

笙。

巴烏笙是受葫芦笙啟發，而由胡天泉、倪志珊等人在上海民族樂器一廠、北京民族樂器廠協助下創造的一種樂器，以25簧D調改革笙裝上一支A調巴烏做成。1981年9月在山東省“泉城之秋”音樂會上首次公開。
巴烏的簧片需要一定氣量才能發聲，而傳統笙的簧片在未按孔的情況下可能漏氣，故胡天泉、倪志珊先將傳統笙加上按鍵以控制音孔。他們也在巴烏上裝了按鍵以控制其按孔。
《蘆笙舞曲》、《阿細歡歌》兩首曲子即是用巴烏笙演奏。